# Jean-François Copé
Jean-François Copé (Boulogne-Billancourt, 1964. május 5. –) francia politikus, 1995–2002 között és 2005 óta a Seine-et-Marne megyei Meaux (ejtsd: mó) város polgármestere, parlamenti képviselő, 2010-től 2012-ig a nagy, jobboldali UMP párt főtitkára és 2012-től 2014-ig elnöke.

## Családja, magánéléte
Anyja algériai zsidó származású. Apai ágon nagyapja, Marcu Hirs Copelovici Jászvásárban, besszarábiai zsidó családban született orvos, aki 1926-ban Párizsba menekült az antiszemitizmus elől, felvette a Marcel Copé nevet és feleségül vette Gisèle Lazerovici könyvelőt. 1943-ban két gyerekükkel együtt elkerülték a zsidók összegyűjtését a Creuse megyei Aubusson városban egy francia család segítségével (M. és Mme Léonlefranc), akik ezért később Világ Igaza kitüntetésben részesültek. Ez az  esemény – Jean-François Copé szerint – az egyik fő indok, amiért politikus akart lenni.
1991-ben összeházasodott Valérie Ducuing-nel, két fiuk és egy lányuk született. 2007-ben elváltak. 2010-ben megszületett Copé második lánya az algériai kabil származású Nadia Hamamától, akivel 2011-ben, Meaux-ban összeházasodott.
„Nem gyakorló zsidónak” tartja magát és „ügyel arra, hogy világi hatóságnak maradjon a képviselője”: „Az én közösségem a nemzeti közösség.”

## Szakmai pályája
Jean-François Copé 1987-ben belépett az ENA-ba (École nationale d'administration). 1989-től 1991-ig a Caisse des dépôts et consignations és a Crédit local de France állami pénzügyi intézeteknél vezetői állásokat töltött be, 1991-től 1993-ig közgazdaságot és helyhatósági pénzügyet tanított a párizsi Institut d'études politiques-ben, majd 1997-től 2002-ig a Paris-VIII egyetemen.
2007-ben – volt miniszterként – vizsga nélkül ügyvédi címet kapott és részmunkaidőben kezdett dolgozni havi 20 ezer euróért az egyik legnagyobb francia üzleti jogra szakosodott ügyvédi irodánál, a Gide Loyrette Nouelnél, amelyik például a Gaz de France és a Suez társaságok összeolvadása ügyében segítette tanácsaival a francia államot. 2010-ben, az UMP főtitkárává való kinevezése alkalmából kijelentette, hogy már nem dolgozik annál az irodánál, de folytatja „magántanácsadói” tevékenységét.

## Politikai pályája
Jean-François Copé 1993-ban tagja lett annak a közgazdasági agytrösztnek, amit Jacques Chirac párizsi polgármester és RPR-pártelnök kérésére állított Nicolas Sarkozy pénzügyminiszter és kormányszóvivő, és a Balladur-kormányban Roger Romani, az Algériából menekült európaiakért (rapatriés) felelős miniszterhelyettes kabinetfőnöke lett. 1995-ben a két jobboldali köztársasági elnökjelölt közül nem Édouard Balladur kormányfőt támogatta, hanem Chiracot, és ennek a győzelme után Alain Juppé RPR-pártelnök és miniszterelnök közeli munkatársaihoz tartozott („task force Juppé”) és a párton belül különböző funkciókat látott el. Ebben az évben a Seine-et-Marne-i Meaux polgármestere lett, ahol a városfelújításon és a közbiztonságon alapuló programjának megfelelően a későbbiekben több régi lakótornyot bontatott le a társadalmi keveredés jegyében és széles videókamera-hálózatot építtetett a bűnügyi statisztikák javítása érdekében.
Még 1995-ben a fiatalság- és sportminiszterré kinevezett Guy Drut helyére választották parlamenti képviselővé a Seine-et-Marne megyében. Ő volt a legfiatalabb képviselő a parlamentben az 1997-es parlamenti választásokig, amikor veszített a baloldallal szemben. 2002-ben újra képviselővé választották és 2004-ig az első és a második Raffarin-kormányban a parlamenti kapcsolatokért felelős államtitkár, egyben kormányszóvivő is volt. 2004-től a harmadik Raffarin-kormányban és majd a de Villepin-kormányban is költségvetési miniszterhelyettes volt és kormányszóvivő maradt. 2005-ben a Le Canard enchaîné szatirikus újság kétségbe vonta jogosultságát Párizs leggazdagabb, 16. kerületében levő 230 m²-es szolgálati lakására, mert nem csak nagyobb a miniszteri utasításokban megengedett 120–140 m²-nél, hanem szabályba ütköző az is, hogy tulajdonában van már egy párizsi lakás. Ezt Copé azzal magyarázta, hogy munkálatokat végeznek magánlakásában és terhes feleségével együtt csak a szülés után költöznek oda. Emiatt és Hervé Gaymard pénzügyminiszter hasonló ügye miatt Jean-Pierre Raffarin kormányfő új szabályokat vezetett be ezen a téren.
2006-ban „0% csipkelődő félmondatok, 100% gondolatok megvitatása” jeligével alapította a „Génération France.fr” (Franciaország.fr nemzedék) nevű saját politikai klubját, aminek középpontjában áll a nemzeti önazonosság, a sokféleségek együttélése és a köztársasági társadalmi szerződés. 2007-ben Nicolas Sarkozy elnökké választása és a parlamenti választások után az UMP képviselőcsoport elnökévé választották, és megbízást kapott François Fillon kormányfőtől a parlamenti munka modernizálására. Csoportelnöki funkciójában éles kritikával illették egyes UMP képviselők, például a bíróságok átcsoportosítása ügyében, de hamarosan a kormánypárt erős emberének bizonyult, aki a képviselők és a kormányzat között közvetít, ugyanakkor nem habozik néha elhatárolódni a kormánytól. 2008-ban Nicolas Sarkozy köztársasági elnök javasolta a reklámok megszüntetését az állami médiákban és ennek a kivitelezését kidolgozó „Új köztelevízióért” bizottságnak Copé lett az elnöke. 2010-ben a munkaügyi és egészségügyi miniszterré lett Xavier Bertrand helyére UMP-főtitkárrá nevezték ki.
2012 augusztusában, Nicolas Sarkozy politikai visszavonulása után Jean-François Copé bejelentette pártelnöki jelöltségét a közvélemény-kutatások szerint sokkal esélyesebbnek tűnő François Fillon előző kormányfővel szemben. A zárt közösségeknek (communautarisme) és a segélyezett életmódnak szerinte segítő baloldali PC-nyelvezet ellen a „komplexus nélküli jobboldal” (droite décomplexée) címet vállalta, és szeptemberben a „fehérellenes rasszizmus” fejlődéséről tett kijelentései vitát kavartak a francia médiában. Novemberben pártelnökké választották az UMP tagok 0,03%-os szavazatelőnnyel, François Fillon pedig kilátásba helyezte a rendkívül szoros eredmény bírósági felülvizsgálatát. Sikerült végül is megállapodniuk 2013 szeptemberére tervezett újabb pártelnöki választásról, amennyiben ezt jóváhagyják a párttagok, de 2013. június 30-án nagy többséggel elutasították az új elnökválasztást a párt belső szavazásában és így Copé pártelnök maradt: elemzők szerint az UMP-tagok minél hamarabb akartak véget vetni a belső ellenségeskedésnek, ráadásul Fillon közben mást célt tűzött ki maga elé, mivel valószínű lett, bár Sarkozy politikai visszatérése sem kizárt, hogy jó esélye lesz abban az előválasztásban (primaire), ami eldönti az UMP-jelölt személyét a 2017-ben esedékes köztársasági elnöki választásra.
2014 februárjában a Le Point hetilap azzal vádolta a Bygmalion társaság Copéval jó barátságban levő vezetőit, hogy egyes rendezvényeket túlszámláztak az UMP-nek, amire azzal válaszolt májusban a Bygmalion ügyvédje, hogy az UMP vezetősége kényszerítette őket arra, hogy 2012-ben a párt belső rendezvényeinek számolják el Nicolas Sarkozy egyes kampányrendezvényeit, nehogy az elnöki kampány túllépje a megengedett költségkeretet. Copé kénytelen volt lemondani az UMP elnökségéről és az UMP vezetősége úgy döntött, hogy június 15-től az októberi pártkongresszusig Alain Juppé, Jean-Pierre Raffarin és François Fillon volt miniszterelnökökből álló testület vezeti a pártot.

### Fordítás
- Ez a szócikk részben vagy egészben  a   Jean-François Copé című francia Wikipédia-szócikk ezen változatának fordításán alapul.  Az eredeti cikk szerkesztőit annak laptörténete sorolja fel. Ez a jelzés csupán a megfogalmazás eredetét és a szerzői jogokat jelzi, nem szolgál a cikkben szereplő információk forrásmegjelöléseként.

### Jean-François Copé könyvei
| - 1990, François Wernerrel: Finances locales. Economica. (Újabb kiadás 1993-ban: ISBN 978-2717825688, és 1997-ben: ISBN 978-2717833034) - 1999: Ce que je n'ai pas appris à l'ENA. L'aventure d'un maire. Hachette Littératures. ISBN 978-2-01-235477-7. - 2002: Devoir d'inventaire. Le dépôt de bilan de Lionel Jospin. Albin Michel. ISBN 978-2-226-13314-4. | - 2006: Promis, j'arrête la langue de bois. Hachette Littératures. ISBN 978-2-01-235943-7. - 2007, Sylvie Goulard-ral, Muriel Humbertjeannal és Gérard Le Gall-lal: L'état de l'opinion. TNS-SOFRES. Le Seuil. ISBN 978-2020925907. - 2009: Un député, ça compte énormément ! : Quand le parlement s'éveille. Albin Michel. ISBN 978-2226189943 - 2012: Manifeste pour une droite décomplexée. Fayard. ISBN 978-2213671796. |